# Těchlovice (Hradec Králové)
Těchlovice è un comune della Repubblica Ceca facente parte del distretto di Hradec Králové, nella regione omonima.